# Radek John
Radek John (* 6. prosince 1954 Praha) je český publicista, moderátor, spisovatel, scenárista a politik. Od června 2009 do února 2013 byl předsedou politické strany Věci veřejné. Od července 2010 do dubna 2011 působil ve funkci ministra vnitra a místopředsedy vlády, v květnu 2011 ve funkci místopředsedy vlády a předsedy Vládního výboru pro koordinaci boje s korupcí Nečasova kabinetu, v němž také zastával funkci ministra vnitra.

## Soukromý život
Jeho otcem byl imunolog, mikrobiolog, profesor Karlovy univerzity a opakovaně člen akademických senátů a etických komisí Ctirad John († 2018), matkou redaktorka nakladatelství Odeon a překladatelka Božena Johnová († 1992).
Jeho první manželkou byla v letech 1980 až 1984 Alena Johnová Ortenová (rozená Karešová, * 1954, Praha), studentka FAMU a poté produkční Dramatické redakce Československé televize. Po rozvodu znovuprovdaná Rubešová (1984–2003) – vzala si producenta Jana Rubeše (* 8. května 1955 Plzeň), se kterým má syna Janka Rubeše (* 1987). Jejím otcem byl Miroslav Kareš (13. února 1921, Praha), bratranec Jiřího Ortena (1919–1941), a matka byla Zdenka Karešová (* 18. prosince 1928, Jičín, okres Hradec Králové). Od roku 2003 Alena Ortenová, pozdější expertka na diskriminace a menšiny.
Jeho druhou manželkou byla herečka Zlata Adamovská, se kterou se rozvedl po 26 letech v dubnu 2010. Spolu mají dvě děti, Barbaru a Petra. Má také dceru Terezu z dalšího vztahu. Dne 10. července 2021 se oženil se svou dlouholetou partnerkou Markétou Zámyslickou, která přijala příjmení Markéta Johnová.

## Scenárista, spisovatel a redaktor Mladého světa
Roku 1979 vystudoval scenáristiku a dramaturgii hraných filmů na Filmové a televizní fakultě Akademie múzických umění. V letech 1980 až 1993 byl redaktorem časopisu Mladý svět, do kterého přispíval reportážemi o narkomanech, vekslácích, prostitutkách, vlajkonoších a o panice kolem nemoci AIDS a také sériemi cestopisných reportáží.
V 80. letech pracoval ve Filmovém studiu Barrandov jako scenárista a spolupracoval i s televizí. Je autorem scénářů k filmům Jen si tak trochu písknout, Jako zajíci, Sněženky a machři, Bony a klid, Proč?, Tankový prapor, Ta naše písnička česká II, Prachy dělaj člověka aj. Filmy byly prodány do řady evropských zemí. Ve své literární tvorbě se zaměřuje zejména na problémy mladých lidí v dnešním světě, zejména pak drogy, násilí a prostituci. Debutoval románem Džínový svět, za který dostal Cenu Jiřího Wolkera. Jeho nejznámější román Memento byl přeložen do 10 jazyků. V České republice vyšel v řadě vydání. Celkový prodaný náklad knihy Memento je 1 milion výtisků. Kniha Jak jsem viděl Ameriku vyšla po roce 1989 v nákladu dvě stě tisíc výtisků.[zdroj⁠?!] Od září 2014 Radek John působil jako šéfredaktor internetové verze Security magazínu.

## TV Nova, Na vlastní oči a TýTý
Známý byl v letech 1994–1997 i jako reportér a moderátor pořadu Na vlastní oči, pro který natočil osmdesát reportáží. V roce 1997 se stal šéfredaktorem všech publicistických pořadů TV Nova. I nadále moderoval pořad Na vlastní oči. Jako šéfredaktor redakce publicistiky v letech 1997 až 2007 zodpovídal za deset publicistických pořadů počínaje Snídaně s Novou, přes talkshow Áčko, až po Občanské judo, Rady ptáka Loskutáka a pořad Tabu. Po konfliktu mezi Vladimírem Železným a společností CME dal v červnu 1999 výpověď v České nezávislé televizní společnosti a pracoval dál pro Železného CET 21.
V roce 1994 se díky hlasům televizních diváků umístil v anketě TýTý na druhém místě v kategorii „moderátor publicistických pořadů“. O rok později již tuto kategorii vyhrál, získal současně i hlasy v kategorii „moderátor magazínu“ a stal se tak absolutním vítězem ročníku 1995. V kategorii moderátor publicistických pořadů zvítězil celkem desetkrát v letech 1996–2002, 2005 a 2006.

## Odchod z TV Nova
Z televize Nova odešel v březnu 2009. Někteří novináři spekulovali, že na jeho odchod mohla mít vliv i funkce předsedy představenstva ve společnosti ORA PRINT, Tyto spekulace odmítl se slovy: „Já jsem se rozhodl odejít sám.“
Pořad Na vlastní oči byl po jeho odchodu zrušen. Poslední reportáž, která v něm byla vysílána, byla Johnova reportáž z Rwandy, poznamenané genocidou.
Podle týdeníku Ekonom za jeho odchodem mohly být spory mezi vedením Novy a samotnými reportéry pořadu Na vlastní oči, například o neodvysílané reportáže Jany Škopkové o politicích z Občanské demokratické strany Petru Bendlovi a Ivanu Langerovi, a také nejasná budoucnost pořadu. Ten byl několik týdnů po Johnově odchodu zastaven.
Reportáže Jany Škopkové o tom, že za průvod Karla IV. z Prahy na Hrad, za nějž odpovídal Petr Bendl, stál daňové poplatníky 20 miliónů korun a že Ivan Langer v pozici ministra vnitra nevýhodně pronajal lázeňské domy MV, čímž připravil daňové poplatníky o stovky miliónů korun, nebyly nikdy odvysílány.[zdroj⁠?!]

## Politická činnost

### Předsedou strany Věci veřejné
V dubnu 2009 daroval politické straně Věci veřejné 50 tisíc korun. Podle deníku MF Dnes prý měly sloužit jako odměna pro občany, kteří vstoupili jako „černé duše“ do jiných stran a rozhodli se svůj příběh zveřejnit. Jiné deníky však tuto hypotézu nepřevzaly. V červnu 2009 se stal předsedou politické strany Věci veřejné, když ve funkci nahradil Jaroslava Škárku, který se stal výkonným místopředsedou strany.
Úspěšně kandidoval za Věci veřejné jako pražský lídr do Poslanecké sněmovny ČR. V listopadu 2009 oznámil záměr přestěhovat se na Prahu 5, aby mohl v komunálních volbách kandidovat proti stávajícímu starostovi Milanu Jančíkovi (ODS). V letech 2010–2014 byl zastupitelem Prahy 5.
23. května 2011 byl v internetovém hlasování příznivců strany znovuzvolen předsedou. V únoru 2013 oznámil, že nehodlá po čtvrté kandidovat na předsedu VV. Volební konference ho pak zvolila čestným předsedou VV.

### Ministr vnitra
13. července 2010 byl jmenován ministrem vnitra v nové Nečasově vládě s tím, že jeho prioritami bude boj proti korupci, omezení korupčního prostředí na daném ministerstvu a boj proti extrémismu. V prosinci 2010 prosadil ve vládě stobodovou protikorupční strategii. Byly obnoveny odposlech korupčních kauz, které předtím zrušila Topolánkova vláda. Znovuzavedl možnost policistů nahlížet při vyšetřování do daňového řízení. Přes odpor premiéra Petra Nečase prosadil ustanovení nového policejního prezidenta Petra Lessyho.
Za jeho působení byla například zřízena zvláštní protikorupční telefonní linka pro cizince pobývající na území České republiky, kterou zřídil odbor azylové a migrační politiky Ministerstva vnitra. Zde mají cizinci oznamovat korupční jednání, jehož byli svědky, např. při vyřizování pobytových agend. Na vnitru začal platit etický kodex zaměstnanců, který poté přijala i další tři ministerstva. Publikoval také protikorupční manuál pro všechny oznamovatele korupce v ČR. Na ministerstvu vnitra nechal provést audit veřejných zakázek.
Během září 2010 vznikla v rámci PČR petice za jeho odchod. Tu nakonec podepsalo asi 33 tisíc z celkového počtu 40 tisíc zaměstnanců Policie ČR (včetně civilních zaměstnanců), tedy drtivá většina. Důvodem byly úsporné škrty v rozpočtu MV poté, co ministr financí Miroslav Kalousek výrazně snížil částku na hospodaření ministerstva.
[zdroj⁠?!]
V prosinci 2010 byly zveřejněny informace o údajné korupci na ministerstvu životního prostředí, na kterou upozornil tehdejší šéf Státního fondu životního prostředí Libor Michálek. Poté, co Libor Michálek podal 13. prosince 2010 trestní oznámení kvůli podezření z trestného činu pletichy při zadání veřejné zakázky a při veřejné soutěži, byl následujícího dne ministrem Pavlem Drobilem odvolán z funkce ředitele SFŽP. Michálek prý Radka Johna na své podezření upozornil už několik měsíců předtím. John se ke kauze vyjádřil takto: „Pan Libor Michálek se na mne obrátil již na konci léta tohoto roku na půdě Poslanecké sněmovny Parlamentu České republiky. Požádal mne tehdy o radu, jak postupovat v obtížné situaci, do níž se dostává. Byl tehdy čerstvě ve funkci šéfa Státního fondu životního prostředí a měl obavy, že na tomto fondu může dojít k nestandardnímu ovlivňování veřejných zakázek a nakládání s majetkem. V té době však neměl v ruce nic konkrétního, šlo pouze o podezření, že k účasti na nějakém protiprávním jednání bude nucen. Bylo zjevné, že v době naší schůzky neměl pan Libor Michálek v ruce nic, čím by své domněnky podpořil. V souladu s tehdy připravovaným protikorupčním manuálem MV jsem jej upozornil, že jeho případné tvrzení bude mít stejnou váhu jako tvrzení osoby, která se trestného činu dopustí, a bude se mu tedy těžko prokazovat. Proto může být jistou výhodou, kdyby prvotní podnět zdokumentoval a tento záznam poté poskytl policii ČR jako podporu pro svá tvrzení. […] Poté, co orgány činné v trestním řízení zahájily úkony v této kauze, jsem již v minulých dnech všechny tyto informace sdělil Policii ČR.“
11. dubna 2011 premiér Petr Nečas předal prezidentu republiky návrh na odvolání Radka Johna z pozice ministra vnitra. Dne 21. dubna jej prezident z funkce ministra vnitra odvolal, nahradil ho bezpartijní Jan Kubice.

### Předseda Vládního výboru pro koordinaci boje s korupcí
Po odvolání z funkce ministra vnitra 21. dubna 2011 zůstal ve vládě na pozici místopředsedy vlády. Podle koaliční dohody měl nově dostat do gesce boj proti korupci poté, co vláda na jeho návrh ustaví při Úřadu vlády příslušný vládní výbor či radu a stanoví její kompetence.
Na základě dohody pak kabinet 27. dubna zřídil Vládní výbor pro koordinaci boje s korupcí, jehož předsedou se stal.

### Demise a odchod z vlády
V květnu 2011 se pro neshody s premiérem Nečasem, především v personální politice svého úřadu a pro nedostatečný pocit podpory v boji proti korupci, rozhodl odejít z vlády a nabídl předsedovi vlády rezignaci. Ten ji 17. května přijal a prezident republiky pak 20. května místopředsedu vlády odvolal.

### Další působení v politice
V roce
2012 vypověděl Radek John za Věci veřejné koaliční smlouvu, jeho strana přešla do opozice, kde se snažila zabránit prosazení zákona o církevních restitucích a zavedení S-karet. VV se pokoušely prosadit rozšíření pravomocí NKU, prošetření rozkrádání veřejných peněz v polostátních podnicích, zrušení anonymních akcií, zavedení majetkových přiznání. Radek John jako předseda bezpečnostního výboru Poslanecké sněmovny podporoval policejního prezidenta Petra Lessyho, kterého kritizoval premiér Petr Nečas. Po rozpuštění Poslanecké sněmovny se Radek John angažoval v komunální politice na Praze 5, kde byl zastupitelem. Věnoval se hlavně problematice omezení hazardu. Podílel se na rozhodnutí zrušit všechny herny na Praze 5.
Ve volbách do Evropského parlamentu v roce 2014 kandidoval jako lídr Věcí veřejných, ale neuspěl (Věci veřejné získaly 0,46 % hlasů a do EP se nedostaly).

## Kontroverze
U soudu v roce 1999 prý lhal v soudní síni jako svědek v případu své někdejší údajné milenky, novinářky Pavlíny Wolfové. V roce 1998 zveřejnil bulvární časopis Spy zprávu o jejich údajném poměru, na což Wolfová reagovala tak, že na Spy podala žalobu na ochranu osobnosti, ve které označila tvrzení Spy za nepravdivé. John u soudu tehdy tvrdil, že je jejich vztah přátelský. Časopisu Týden v květnu 2010, měsíc před parlamentními volbami, však Wolfová řekla, že spolu měli poměr už před soudním líčením.
Johnova reakce byla, že po dvanácti letech si zřejmě plete data a kdyby to bylo tak, jak říká po dvanácti letech, nemělo by přece smysl podávat žalobu.

### Ora Print
22. ledna 2002 se Radek John stal předsedou představenstva společnosti S & J – MEDEA KULTUR, která před jeho angažmá v této společnosti uzavřela s Všeobecnou zdravotní pojišťovnou smlouvu na vydávání reklamního čtvrtletníku Pohoda pojištěnce za 111 milionů korun ročně. Radek John byl pověřen zajišťováním technické stránky vydávání časopisu, tedy
ekonomiky tisku a distribuce spočívající v zabalení každého čísla do obálky. Několik dnů před Johnovým jmenováním opustili představenstvo společnosti její zakladatelé Karel Stejskal a Roman Janoušek, v té době spolumajitelé společnosti MEDEA KULTUR s.r.o. S & J – MEDEA KULTUR vydala akcie na majitele, její akcionáři nejsou nikde evidováni a samotné akcie jsou převoditelné pouhým předáním. 13. února 2002 byl do obchodního rejstříku zapsán nový název ORA PRINT a.s.
V prosinci 2005 nově jmenovaný ministr zdravotnictví David Rath na základě výsledků kontroly hospodaření VZP tvrdil, že dvě oslovené firmy by byly schopny stlačit náklady na Pohodu pojištěnce pod 40 milionů korun. Radek John uvedl, že Davidem Rathem oslovené firmy nezapočítaly do kalkulace distribuci časopisu poštou, jež tvoří většinu celkových nákladů. ORA PRINT získala zakázky i od dalších státních společností, produkovala multimediální DVD a seriál pro Lesy České republiky, „pořady zaměřené na ekologickou výchovu mládeže“ pro Pražskou energetiku, nebo „cyklus komunikačních pořadů zaměřených na bezpečnost silničního provozu“, který byl kladně hodnocen v periodiku Listy Hlavního města Prahy.
V lednu 2009 Hospodářské noviny zveřejnily informaci, že Lesy České republiky si na základě výběrového řízení u Ora Print objednaly v 1000 výtiscích 88stránkovou knihu a 500 kusů DVD Zvěřinové hody Evy Pilarové za 3,9 milionu korun. Za Ora Print smlouvu s Lesy ČR podepsal předseda představenstva Radek John spolu s místopředsedou Zoranem Kazimirovičem. Podle České televize celková fakturovaná cena byla 4 165 000 Kč, zatímco jiné nakladatelství náhodně vybrané ČT celkové náklady na výrobu odhadlo na 220 tisíc Kč a i s odměnami za fotografie a texty by náklady nepřesáhly půl milionu. Radek John k tomu podle ČT uvedl: „Já jsem na tom projektu nedělal. Jediné, co já jsem udělal, je, že jsem podepsal smlouvu, která vznikla na základě výběrového řízení a byla to smlouva nejen na knihu, ale i na desetidílný cooking show seriál. Nebylo mi na vysoutěženém projektu nic divného.“ Podle ČT však částka byla ve faktuře výslovně uvedena u položky „za zhotovení 1 000 ks kuchařky v knižní podobě“ včetně DPH, zatímco DVD byly vyfakturovány v následující položce za dalších 476 tisíc Kč. Generální ředitel Lesů ČR Svatopluk Sýkora uvedl, že Ora print jako vítězná firma nabídla nejnižší pořizovací částku.
Předsedou představenstva společnosti ORA PRINT byl až do 22. června 2009. Ve finančním roce končícím 30. června 2008 činily mzdové náklady společnosti 13,3 milionu korun, třináctkrát více než v roce předchozím, přestože stále zaměstnávala pouze osm zaměstnanců. To vyvolalo spekulace o vysokém odstupném pro Radka Johna a Simonu Janouškovou (roz. Steiningerovou, manželku Romana Janouška), která orgány společnosti opustila ke stejnému datu jako John. John v únoru 2009 spekulace odmítl slovy „Já jsem v té firmě za deset tisíc měsíčně“.

## Dílo
- Džínový svět, 1980 – román o mladých lidech
- Sněženky a machři, 1982 – filmový scénář
- Začátek letopočtu, 1984 – spoluautorem knihy je Ivan Pelant
- Memento, 1986 – kniha ze současnosti, napsaná podle skutečné události; příběh středoškoláka Michala Otavy, do jehož života vstoupí drogy a on se tím dostává na okraj společnosti a dokonce do vězení; několikrát se předávkuje, což jej fyzicky poznamená tak, že není schopen sám ani přijímat potravu
- Proč?, 1987  – filmový scénář, účast na filmovém festivalu v Cannes v kategorii Un certain regard (Jiný pohled)[49][50]
- Bony a klid, 1987 – z prostředí veksláků, zfilmováno
- Jak jsem viděl Ameriku, 1990 – kniha reportáží
- Drogy!, 1995 – spoluautor MUDr. Jiří Presl
- Jen si tak trochu písknout – scénář
- Jako zajíci – scénář
- Ta naše písnička česká II – scénář
- Tankový prapor – scénář
- Prachy dělaj člověka – scénář
- Sněženky a machři po pětadvaceti letech – scénář